# Thesium whitehillense
Thesium whitehillense är en sandelträdsväxtart som beskrevs av Robert Harold Compton. Thesium whitehillense ingår i släktet spindelörter, och familjen sandelträdsväxter. Inga underarter finns listade i Catalogue of Life.